# 古間站
古間站（日语：／ Furuma eki */?）是位於長野縣上水內郡信濃町大字富濃409番，信濃鐵道的北信濃線車站。
在車站啟用前，此站是由鄰站柏原站（現時為黑姬站）管理的古間信號站。

## 歷史
- 1913年（大正2年）10月1日 - 開設古間信號站[1][4]。
- 1925年（大正14年）5月1日 - 獨立管理，不再由柏原站（現時為黑姬站）管理。
- 1928年（昭和3年）12月23日 - 升級至車站[1]。古間站啟用[1]。
- 1984年（昭和59年）3月21日 - 成為簡易委託車站。
- 1987年（昭和62年）4月1日：伴隨國鐵分割民營化，車站由東日本旅客鐵道（JR東日本）營運[4]。
- 2001年（平成13年）12月 - 翻新車站大樓[1]。
- 2015年（平成27年）
  - 3月12日 - 成為無人車站[5]。
  - 3月14日 - 北陸新幹線延伸至金澤。此站由信濃鐵道管理。

## 車站構造
車站是一座地面車站，設有1面1線的單式月台。為信濃鐵道車站中，唯一沒有交會設備的車站。此站曾經設有1面1線的單式月台和1面2線的島式月台，並有2面3線的月台。現時島式月台不再使用，跨線橋已經撤走。現時的車站大樓（第二代）在2001年建成，為一座混凝土建築物。
在1984年起，此站是由黑姬站管理的簡易委託車站，委託發售從此站出發的常備券。在2015年北陸新幹線延長至金澤時，此站由信越本線車站變成信濃鐵道車站，並由該公司管理。在信濃鐵道時代為無人車站。在轉移管理權前的3月12日已經成為無人車站。
車站內設有1台自動售票機，不是位於車站與候車室內，而是位於月台側。

## 使用狀況
在2016年度1日平均乘車人次為143人。（在2014年度，只計算信濃鐵道接手前的347日數據）
| 年度   | 一日平均 乘車人次 |
| ------ | ----------------- |
| 2000年 | 132               |
| 2001年 | 149               |
| 2002年 | 146               |
| 2003年 | 144               |
| 2004年 | 135               |
| 2005年 | 122               |
| 2006年 | 122               |
| 2007年 | 118               |
| 2008年 | 112               |
| 2009年 | 125               |
| 2010年 | 128               |
| 2011年 | 132               |
| 2012年 | 128               |
| 2013年 | 118               |
| 2014年 | 115               |
| 2015年 |                   |
| 2016年 | 143               |
| 2017年 | 144               |

## 車站周邊
- 古間郵局
- 信越本線舊戶草隧道 - 2013年土木學會選獎土木遺產[8]

## 相鄰車站
信濃鐵道
■北信濃線
牟禮－古間－黑姬

## 注腳
1. 1 2 3 4 5 6 7 8 9 10 11 12 13  信濃毎日新聞社（日语：信濃毎日新聞）出版部（編）. . 信濃毎日新聞社. 2011-07-24: 30. ISBN 978-4-7840-7164-7 （日语）.
2. 1 2 3 4 5 6  . 週刊朝日百科. 14号 長野駅・新津駅・高田駅ほか. 朝日新聞出版. 2012-11-11: 20 （日语）.
3. 1 2 3  . 公益財団法人交通エコロジー・モビリティ財団.   [2016-01-04]. （原始内容存档于2016-03-04） （日语）.
4. 1 2  曾根悟（日语：曽根悟）（監修）. 朝日新聞出版分冊百科編集部（編集） , 编. . 週刊朝日百科. 11号 信越本線. 朝日新聞出版. 2009-09-20: 22・25頁 （日语）.
5. 1 2  しなの鉄道北しなの線開業に伴う3月13日の営業終了時間変更のお知らせPDF（日語） - 2015年2月6日，東日本旅客鐵道長野分社
6. ↑  北しなの線　住民説明会資料PDF（日語） - 2015年2月5日，信濃鐵道官方網站
7. ↑   (PDF). 長野縣.   [2019-03-18]. （原始内容 (PDF)存档于2019-03-25） （日语）.
8. ↑  信越本線トンネル群　－大廻隧道、戸草隧道、坂口新田隧道 （页面存档备份，存于）（日語） - 土木學會（日语：土木学会）（更新日不明）2018年10月15日參閲

## 外部連結
- 古間站 （页面存档备份，存于）（日語）（信濃鐵道官方網站）